# Grúzia az Eurovíziós Dalfesztiválokon
Grúzia eddig tizenhét alkalommal vett részt az Eurovíziós Dalfesztiválon.
A grúz műsorsugárzó a Grúz Közszolgálati Televízió, amely 2005-ben lett tagja az Európai Műsorsugárzók Uniójának, és 2007-ben ugyanabban az évben csatlakozott a felnőtt versenyhez, mint a gyerek versenyhez.

## Története

### Évről évre
Grúzia 2007-ben vettek részt először a versenyen. Ekkor és a következő évben is továbbjutottak az elődöntőből. Előbbinél 12. helyen zártak a döntőben, míg utóbbinál eggyel jobb helyen, 11. helyezést értek el. A 2008-as orosz–grúz háború után a GPB bejelentette, hogy nem kíván részt venni a 2009-es moszkvai versenyen. Novemberben Grúzia megnyerte a Junior Eurovíziós Dalverseny (többek között az Oroszországtól kapott maximális 12 pontnak köszönhetően), majd néhány héttel később a grúz tévé bejelentette, hogy mégis részt vesz a versenyen, és egy nemzeti döntőn választották ki indulójukat. Azonban a győztes, Stephane és 3G We Don’t Wanna Put In című dalát az EBU elmarasztalta politikai tartalma miatt, és végül Grúzia bejelentette végleges visszalépését.
2009 nyarán a grúz tévé bejelentette, hogy 2010-ben visszatérnek a versenyhez. A következő két évben a kilencedik helyen végeztek, viszont 2012-ben, amikor a szomszédos Azerbajdzsánban került megrendezésre a verseny, első alkalommal nem sikerült döntőbe jutniuk. 2013-ban 15. helyen végeztek a döntőben, a következő évben azonban az elődöntő utolsó helyén végeztek. 2015-ös szereplésük már sikeresebb volt: az elődöntő 4. helye után 11.-ek lettek a döntőben. Pár évre rá az énekesnő kijelentette, hogy dala, a Warrior, és az egész előadása politikai jellegű volt, hiszen szerette volna elmesélni, hogy szeretett hazájában az orosz megszállások iránt mit érez. 2016-ban ismét továbbjutottak, és a 20. helyen végeztek a döntőben. A következő három évben azonban kiestek az elődöntőben, 2017-ben 11.-ként mindössze 17 pontra lett volna szükségük, hogy továbbjussanak, 2018-ban utolsó helyen, míg 2019-ben 14. helyen végeztek. 2022-ben sem jutottak tovább.
2020-ban Tornike Kipiani képviselte volna az országot, azonban március 18-án az Európai Műsorsugárzók Uniója bejelentette, hogy 2020-ban nem tudják megrendezni a versenyt a COVID–19-koronavírus-világjárvány miatt. A grúz műsorsugárzó jóvoltából végül újabb lehetőséget kapott az ország képviseletére a következő évben. Az énekesnek végül nem sikerült továbbjutnia a döntőbe, összesítésben utolsó előtti helyen végeztek. 2022-ben sem jutottak tovább, a második elődöntő utolsó helyezettjei lettek. 2023-ban a 2011-es Junior Eurovízió győztes csapatának egyik tagja, Iru Khechanovi versenyzett Grúzia színeiben, akinek szintén nem sikerült továbbjutni a döntőbe, tizenkettedik lett az elődöntőben. 2024-ben Nutsa Buzaladze törte meg a hét évig tartó sikertelenséget, aki újra bejuttatta az országot a döntőbe, ahol a huszonegyedik helyen végeztek, ami Grúzia legrosszabb döntős szereplése. 2025-ben az utolsó előtti helyet érték el az elődöntőben.

### Nyelvhasználat
A nyelvhasználatot korlátozó szabály 1999-ig volt érvényben, vagyis Grúzia 2007-es debütálásakor már szabadon megválaszthatták az indulók, hogy milyen nyelvű dallal neveznek. 
Grúzia eddigi tizenhét versenydala közül két grúz nyelvű, tizenhárom angol nyelvű, kettő pedig angol és grúz kevert nyelvű volt.

### Nemzeti döntő
Az ország első indulóját, Sophót a grúz tévé jelölte ki a feladatra. Egy nemzeti döntő keretében az énekesnő öt dalt énekelt, melyek közül a nézők választhatták ki a kedvencüket. 2010-ben ugyanilyen lebonyolítású nemzeti döntőt rendeztek; Sopho Nizharadze hat dala közül választották ki a győztest.
2008-ban több résztvevővel rendeztek nemzeti válogatót. A tizenkettő induló közül a közönség választotta ki a nyertest. A következő évben tíz versenyzőből egy zsűri és a nézők együtt választották ki az indulót. A dalok többsége politikai témájú volt, így a győztes is. A dalverseny szabályai azonban ezt nem teszik lehetővé, így az EBU nem fogadta el a benevezett dalt, ami miatt a grúz tévé végül a visszalépés mellett döntött.
Visszatérésük után először 2011-ben rendeztek újra nemzeti döntőt, ahol a nézők és a szakmai zsűri közösen döntött. A következő évben ugyanígy választották ki az ország képviselőjét. Miután nem jutottak tovább az elődöntőből, így 2013-ban nem rendeztek döntőt, a grúz tévé jelölte ki indulójukat, akik végül bejutottak a döntőbe. A következő évben ugyanígy cselekedtek, viszont nem sikerült kvalifikálni magukat a döntőbe, ezért 2015-ben újból döntőt rendeztek. 2015-ben ismét a GPB jelölte ki a grúz előadót, míg dalukat dalválasztó műsor segítségével választották ki a nézők és a zsűri. Az öt versenydal közül a Midnight Gold nyert, amely a zsűrinél csak második helyen végzett, de a nézők több, mint 1300 szavazattal első helyre szavazták. 
2017-ben minden idők legnagyobb grúz döntőjét rendezték. Összesen 25 szerzemény versenyzett az ország képviseléséért. Végül Tamara Gachechiladze a nézők által második, a zsűri által pedig első helyen végzett, így összességében őt hirdettek ki győztesként. Az énekesnő végül 11. helyen végzett az elődöntőben, így 2014 óta először ismét nem jutottak tovább. A következő évben ismét a műsorsugárzó választotta ki a grúz résztvevőt.
2019 óta a grúz nemzeti döntő az Idol énekes tehetségkutató show-műsor, a 2021-es év kihagyásával, amikor a 2020-as képviselőjük új lehetőséget kapott a műsorszolgáltatótól, miután elmaradt a verseny a Covid19-pandémia miatt. A következő évtől kezdve ismét belső kiválasztást alkalmazott a köztévé, 2023-ban pedig egy újabb tehetségkutató-formátummal, a grúz The Voice-al választják ki előadójukat. 2024-ben belső kiválasztást alkalmaztak.

## Résztvevők
| Év   | Előadó                                 | Dal                    | Magyar fordítás               | Döntő                   | Pontszám                | Elődöntő           | Pontszám           |
| ---- | -------------------------------------- | ---------------------- | ----------------------------- | ----------------------- | ----------------------- | ------------------ | ------------------ |
| 2007 | Sopho                                  | Visionary Dream        | Látomásos álom                | 12.                     | 97                      | 8.                 | 123                |
| 2008 | Diana Gurtskaya                        | Peace Will Come        | Eljön a béke                  | 11.                     | 83                      | 5.                 | 107                |
|      |                                        |                        |                               |                         |                         |                    |                    |
| 2010 | Sopho Nizharadze                       | Shine                  | Ragyogás                      | 9.                      | 136                     | 3.                 | 106                |
| 2011 | Eldrine                                | One More Day           | Még egy nap                   | 9.                      | 110                     | 6.                 | 74                 |
| 2012 | Anri Jokhadze                          | I’m a Joker            | Mókás vagyok                  | Nem jutott be a döntőbe | Nem jutott be a döntőbe | 14.                | 36                 |
| 2013 | Nodi Tatishvili és Sopho Gelovani      | Waterfall              | Vízesés                       | 15.                     | 50                      | 10.                | 63                 |
| 2014 | The Shin és Mariko                     | Three Minutes to Earth | Három perc a Földért          | Nem jutott be a döntőbe | Nem jutott be a döntőbe | 15.                | 15                 |
| 2015 | Nina Sublatti                          | Warrior                | Harcos                        | 11.                     | 51                      | 4.                 | 98                 |
| 2016 | Nika Kocharov & Young Georgian Lolitaz | Midnight Gold          | Éjféli arany                  | 20.                     | 104                     | 9.                 | 123                |
| 2017 | Tamara Gachechiladze                   | Keep the Faith         | Őrizd meg a hitet!            | Nem jutott be a döntőbe | Nem jutott be a döntőbe | 11.                | 99                 |
| 2018 | Ethno-Jazz Band Iriao                  | For You                | Neked                         | Nem jutott be a döntőbe | Nem jutott be a döntőbe | 18.                | 24                 |
| 2019 | Oto Nemsadze                           | Keep on Going          | Haladj előre!                 | Nem jutott be a döntőbe | Nem jutott be a döntőbe | 14.                | 62                 |
| 2020 | Tornike Kipiani                        | Take Me As I Am        | Úgy fogadj el, amilyen vagyok | Elmaradt a verseny      | Elmaradt a verseny      | Elmaradt a verseny | Elmaradt a verseny |
| 2021 | Tornike Kipiani                        | You                    | Te                            | Nem jutott be a döntőbe | Nem jutott be a döntőbe | 16.                | 16                 |
| 2022 | Circus Mircus                          | Lock Me In             | Zárj be                       | Nem jutott be a döntőbe | Nem jutott be a döntőbe | 18.                | 22                 |
| 2023 | Iru                                    | Echo                   | Visszhang                     | Nem jutott be a döntőbe | Nem jutott be a döntőbe | 12.                | 33                 |
| 2024 | Nutsa Buzaladze                        | Firefighter            | Tűzoltó                       | 21.                     | 34                      | 8.                 | 54                 |
| 2025 | Mariam Shengelia                       | Freedom                | Szabadság                     | Nem jutott be a döntőbe | Nem jutott be a döntőbe | 15.                | 28                 |

### Visszaléptetett indulók
| Év   | Előadó        | Dal                   | Magyar fordítás                           |
| ---- | ------------- | --------------------- | ----------------------------------------- |
| 2009 | Stephane & 3G | We Don’t Wanna Put In | Nem akarunk betenni / Nem akarjuk Putyint |

## Szavazástörténet

### 2007–2024
| Hely | Ország           | Pont |
| ---- | ---------------- | ---- |
| 1.   | Örményország     | 77   |
| 2.   | Ukrajna          | 66   |
| 3.   | Azerbajdzsán     | 62   |
| 4.   | Svédország       | 58   |
| 5.   | Lettország       | 8    |
| 6.   | Fehéroroszország | 56   |
| 7.   | Litvánia         | 55   |
| 8.   | Görögország      | 48   |
| 9.   | Belgium          | 47   |
| 10.  | Észtország       | 47   |

| Hely | Ország           | Pont |
| ---- | ---------------- | ---- |
| 1.   | Örményország     | 88   |
| 2.   | Litvánia         | 81   |
| 3.   | Ukrajna          | 66   |
| 4.   | Görögország      | 64   |
| 5.   | Fehéroroszország | 54   |
| 6.   | Azerbajdzsán     | 46   |
| 7.   | Ciprus           | 44   |
| 8.   | Izrael           | 44   |
| 9.   | Törökország      | 43   |
| 10.  | Lettország       | 42   |

Grúzia még sosem adott pontot az elődöntőben a következő országoknak: Írország, Montenegró, Szlovákia
Grúzia még sosem kapott pontot az elődöntőben a következő országoktól: Bosznia-Hercegovina, Szlovákia
| Hely | Ország        | Pont |
| ---- | ------------- | ---- |
| 1.   | Ukrajna       | 149  |
| 2.   | Örményország  | 141  |
| 3.   | Azerbajdzsán  | 119  |
| 4.   | Olaszország   | 87   |
| 5.   | Litvánia      | 75   |
| 6.   | Svédország    | 72   |
| 7.   | Oroszország   | 63   |
| 8.   | Izrael        | 54   |
| 9.   | Franciaország | 40   |
| 10.  | Portugália    | 39   |

| Hely | Ország           | Pont |
| ---- | ---------------- | ---- |
| 1.   | Örményország     | 83   |
| 2.   | Litvánia         | 69   |
| 3.   | Azerbajdzsán     | 55   |
| 4.   | Ukrajna          | 51   |
| 5.   | Oroszország      | 45   |
| 6.   | Fehéroroszország | 34   |
| 7.   | Görögország      | 32   |
| 8.   | Moldova          | 27   |
| 9.   | Lengyelország    | 24   |
| 10.  | Észtország       | 22   |

Grúzia még sosem adott pontot a döntőben a következő országoknak: Bosznia-Hercegovina, Luxemburg, Montenegró, Románia
Grúzia még sosem kapott pontot a döntőben a következő országoktól: Albánia, Andorra, Ausztria, Dánia, Franciaország, Luxemburg, Románia, Szerbia, Szlovákia

## Háttér
| Év   | Rendező    | Kommentátor                                                               | Pontbejelentő                                    |
| ---- | ---------- | ------------------------------------------------------------------------- | ------------------------------------------------ |
| 2007 | Helsinki   | Sandro Gabisonia és Sopho Altunashvili                                    | Neli Agirba                                      |
| 2008 | Belgrád    | Bibi Kvachadze                                                            | Tika Patsatsia                                   |
| 2009 | Moszkva    | Nem vettek részt és nem közvetítették a versenyt                          | Nem vettek részt és nem közvetítették a versenyt |
| 2010 | Oslo       | Sopho Altunishvili                                                        | Mariam Vashadze                                  |
| 2011 | Düsseldorf | Sopho Altunishvili                                                        | Sofia Nizharadze                                 |
| 2012 | Baku       | Temo Kvirkvelia                                                           | Sopho Toroshelidze                               |
| 2013 | Malmö      | Temo Kvirkvelia                                                           | Liza Tsiklauri                                   |
| 2014 | Koppenhága | Lado Tatishvili és Tamuna Museridze                                       | Szopo Gelovani és Nodiko Tatisvili               |
| 2015 | Bécs       | Lado Tatishvili és Tamuna Museridze                                       | Natia Bunturi                                    |
| 2016 | Stockholm  | Tuta Chkheidze                                                            | Nina Sublatti                                    |
| 2017 | Kijev      | Demetre Ergemlidze                                                        | Nika Kocharov                                    |
| 2018 | Lisszabon  | Demetre Ergemlidze                                                        | Tamara Milanova                                  |
| 2019 | Tel-Aviv   | Helen Kalandadze és Gaga Abashidze (összes adás) Nodiko Tatisvili (döntő) | Gaga Abashidze                                   |
| 2021 | Rotterdam  | Nika Lobiladze                                                            | Oto Nemsadze                                     |
| 2022 | Torino     | Nika Lobiladze                                                            | Helen Kalandadze                                 |
| 2023 | Liverpool  | Nika Lobiladze                                                            | Archil Sulakevidze                               |
| 2024 | Malmö      | Nika Lobiladze                                                            | Sopho                                            |
| 2025 | Bázel      | Nika Lobiladze                                                            | Nutsa Buzaladze                                  |

## Díjak

### Barbara Dex-díj
| Év   | Előadó  | Dal          | Eredmény az Eurovízión | Eredmény az Eurovízión | Helyszín   |
| Év   | Előadó  | Dal          | Helyezés               | Pontszám               | Helyszín   |
| ---- | ------- | ------------ | ---------------------- | ---------------------- | ---------- |
| 2011 | Eldrine | One More Day | 9.                     | 110                    | Düsseldorf |

### Marcel Bezençon-díj
| Kategória | Év   | Előadó                              | Dal       | Zeneszerző(k) Szöveg / zene   | Eredmény az Eurovízión | Eredmény az Eurovízión | Helyszín |
| Kategória | Év   | Előadó                              | Dal       | Zeneszerző(k) Szöveg / zene   | Helyezés               | Pontszám               | Helyszín |
| --------- | ---- | ----------------------------------- | --------- | ----------------------------- | ---------------------- | ---------------------- | -------- |
| Sajtódíj  | 2013 | Sopho Gelovani és Nodiko Tatishvili | Waterfall | Thomas G:son és Erik Bernholm | 15.                    | 50                     | Malmö    |

## Galéria

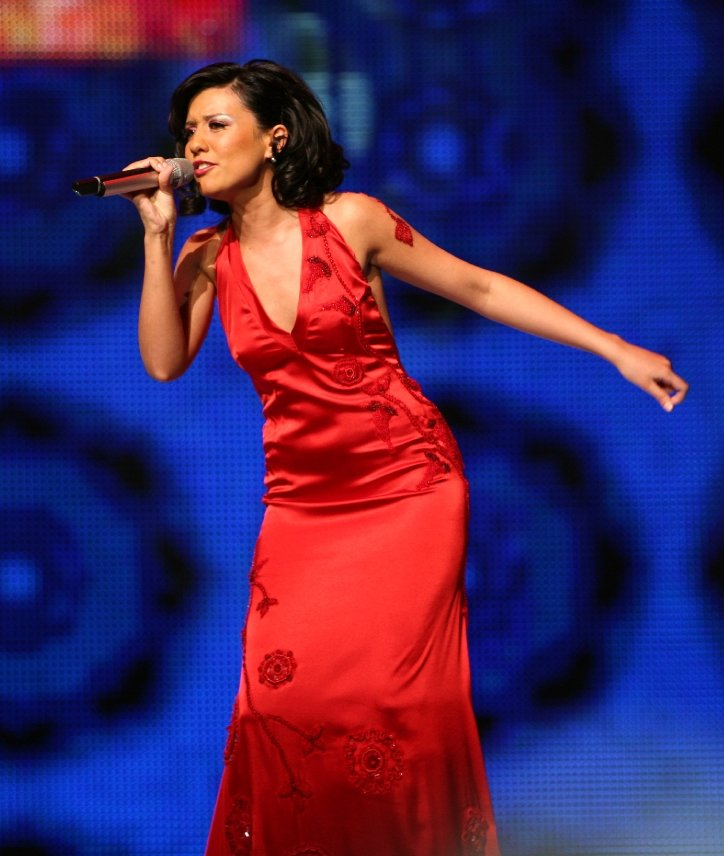
Sopho Khalvashi Helsinkiben (2007)
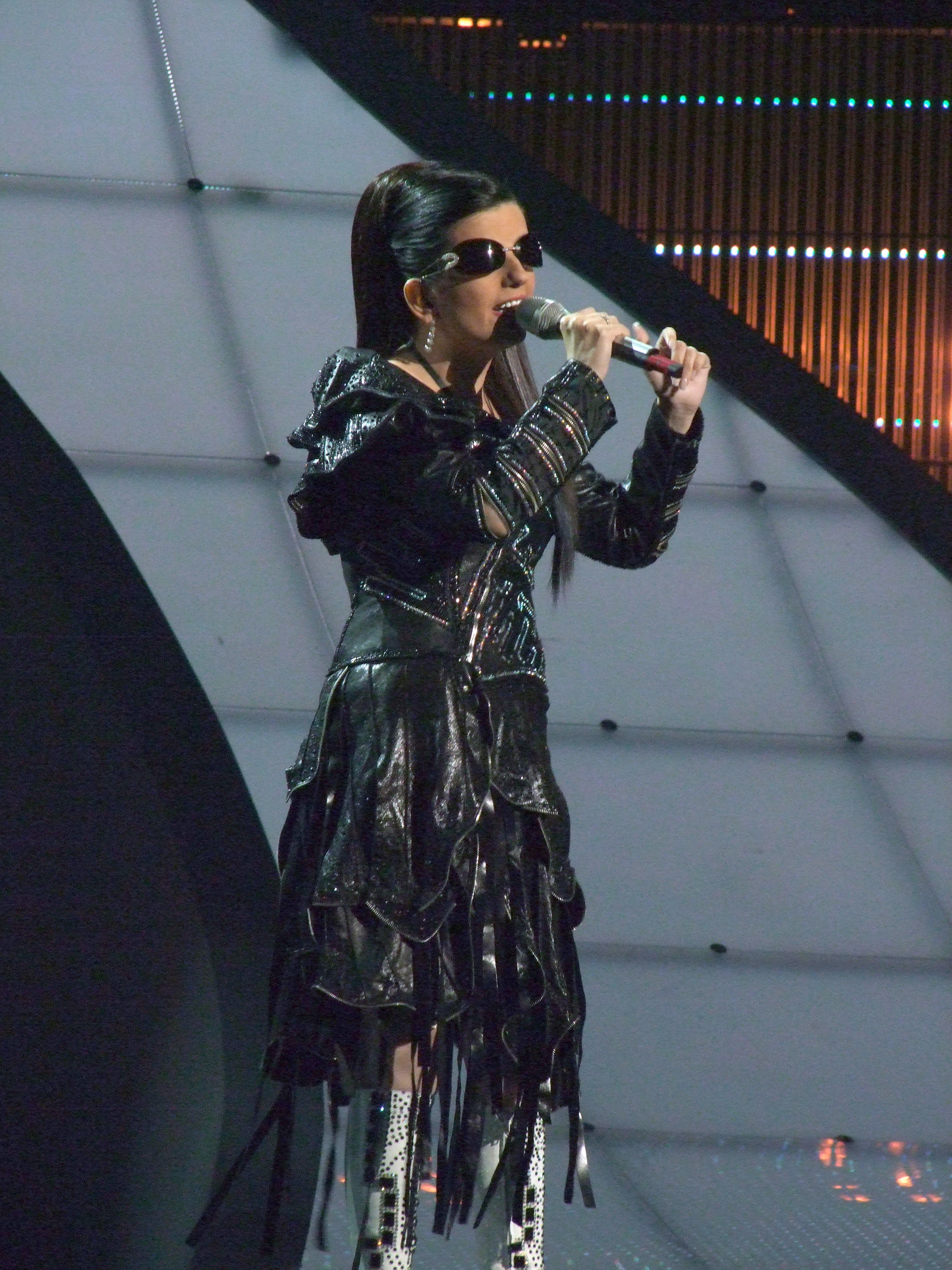
Diana Gurtskaya Belgrádban (2008)
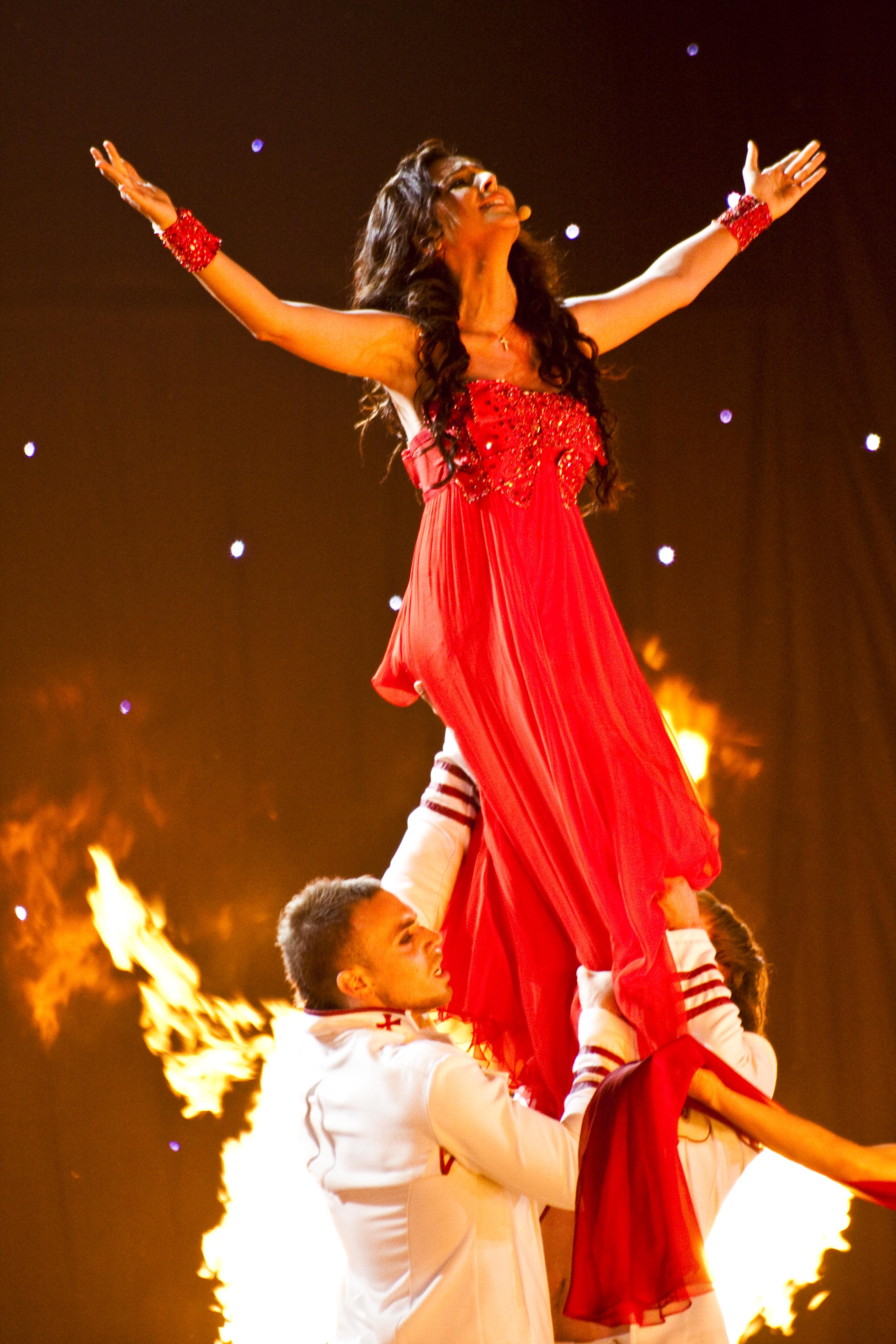
Sopho Nizharadze in Oslo (2010)
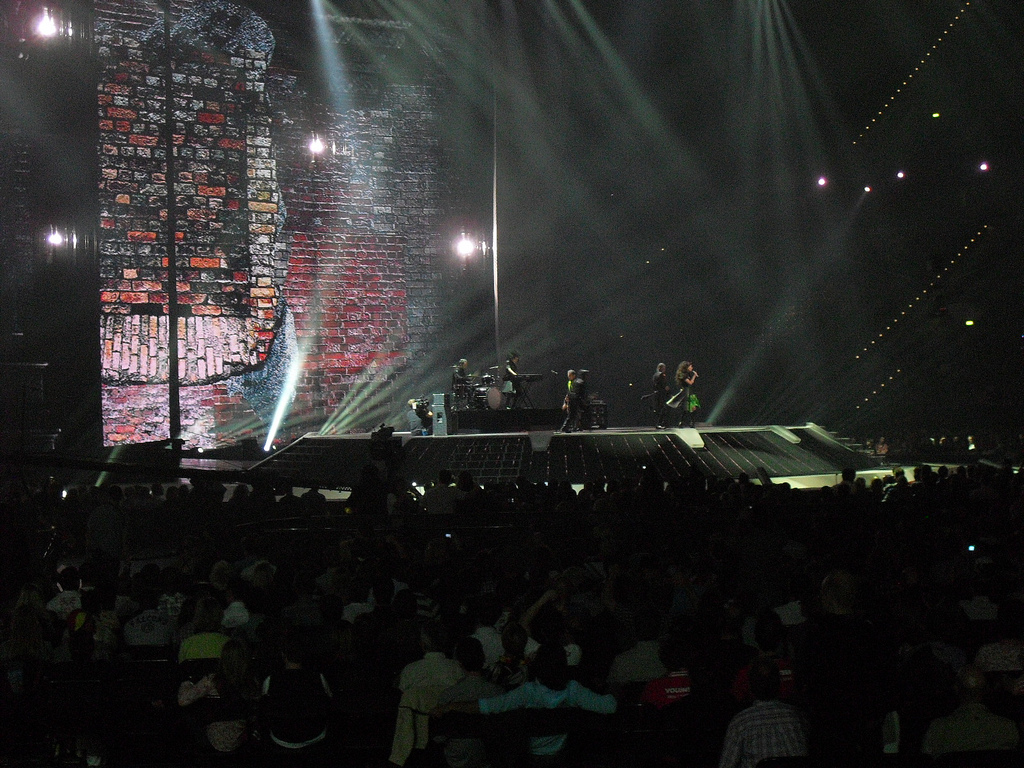
Az Eldrine Düsseldorfban (2011)
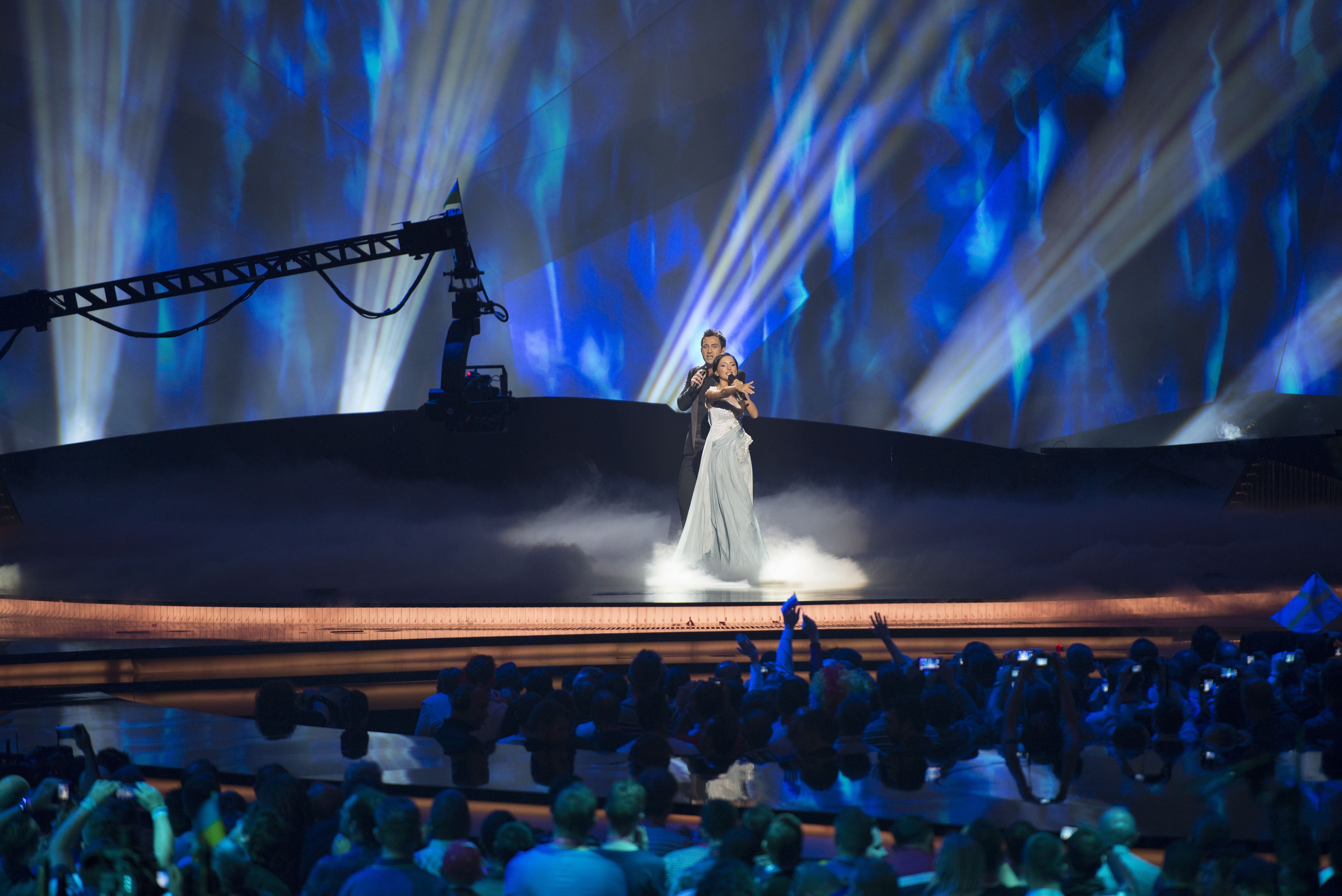
Nodi Tatishvili és Sophie Gelovani Malmőben (2013)
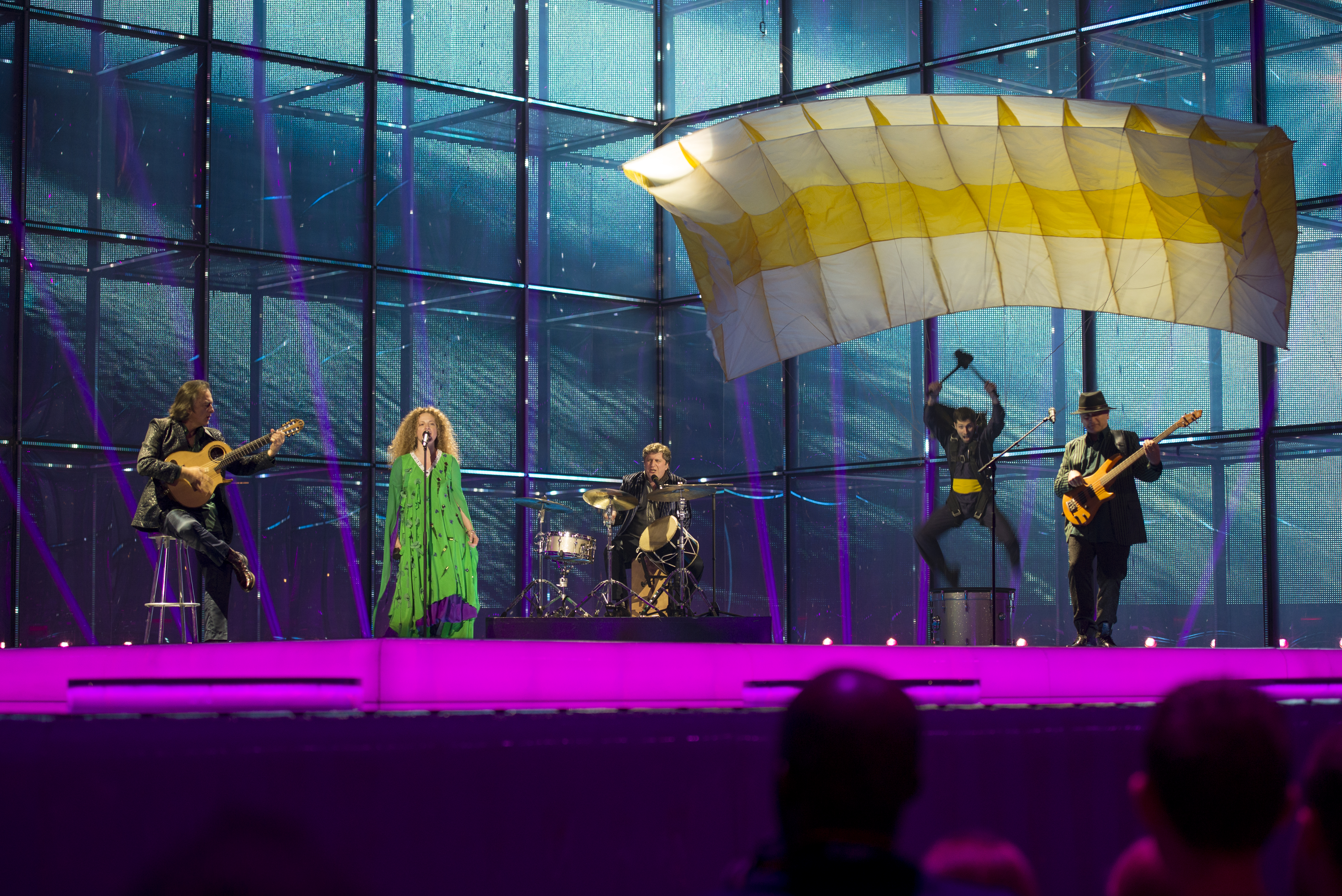
A The Shin és Mariko Koppenhágában (2014)
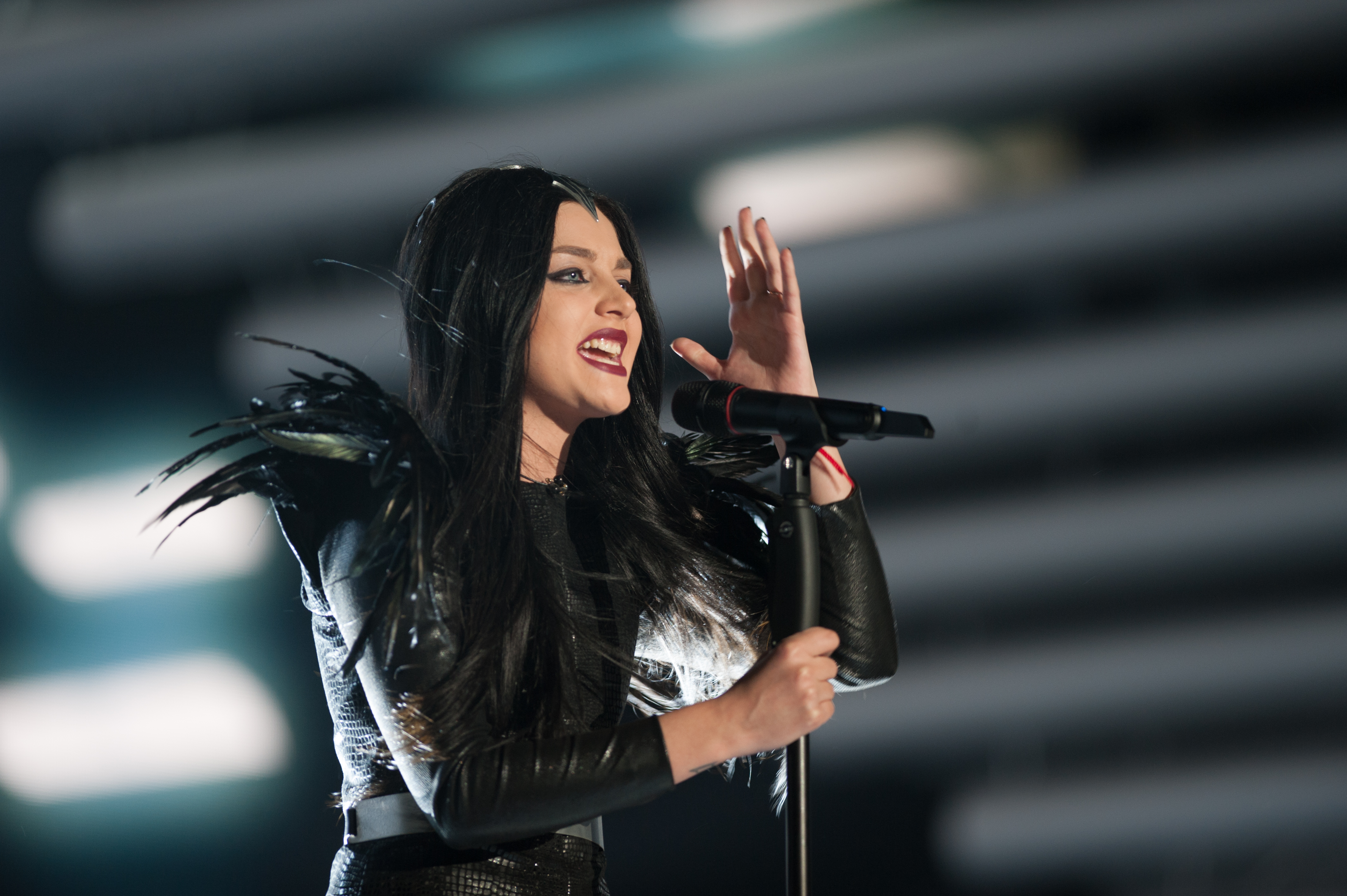
Nina Sublatti Bécsben (2015)
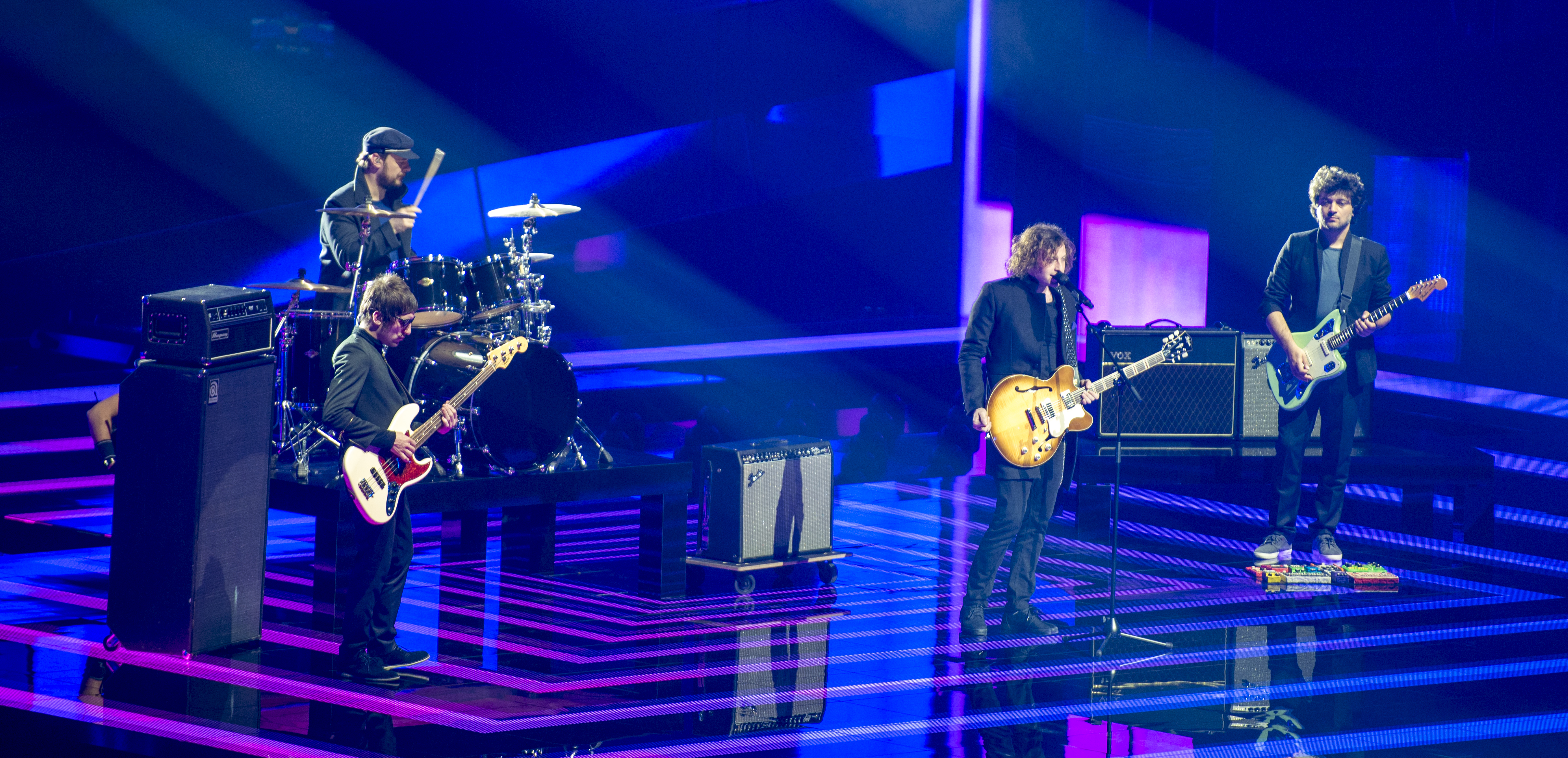
Nika Kocharov & Young Georgian Lolitaz Stockholmban (2016)
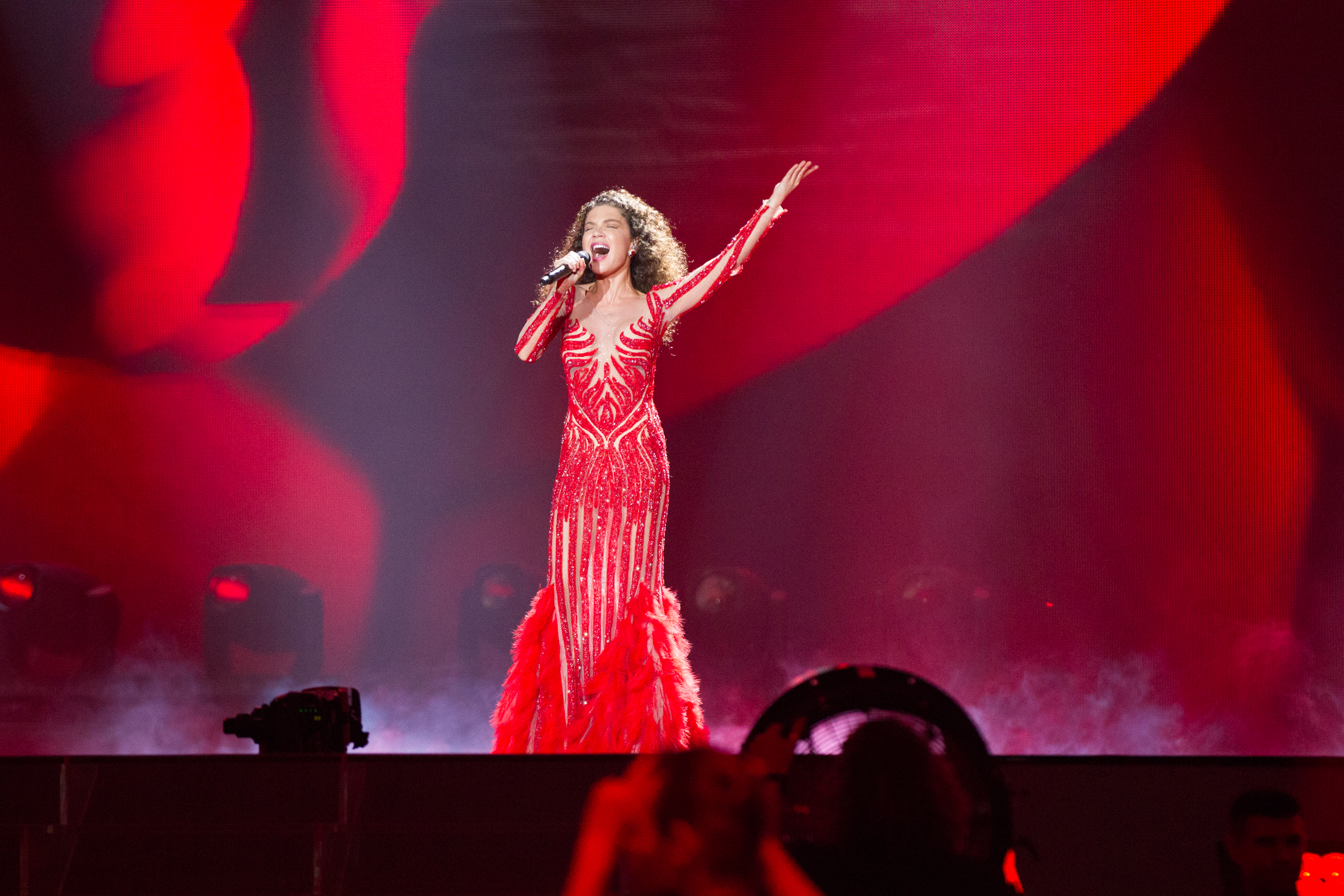
Tamara Gachechiladze Kijevben (2017)
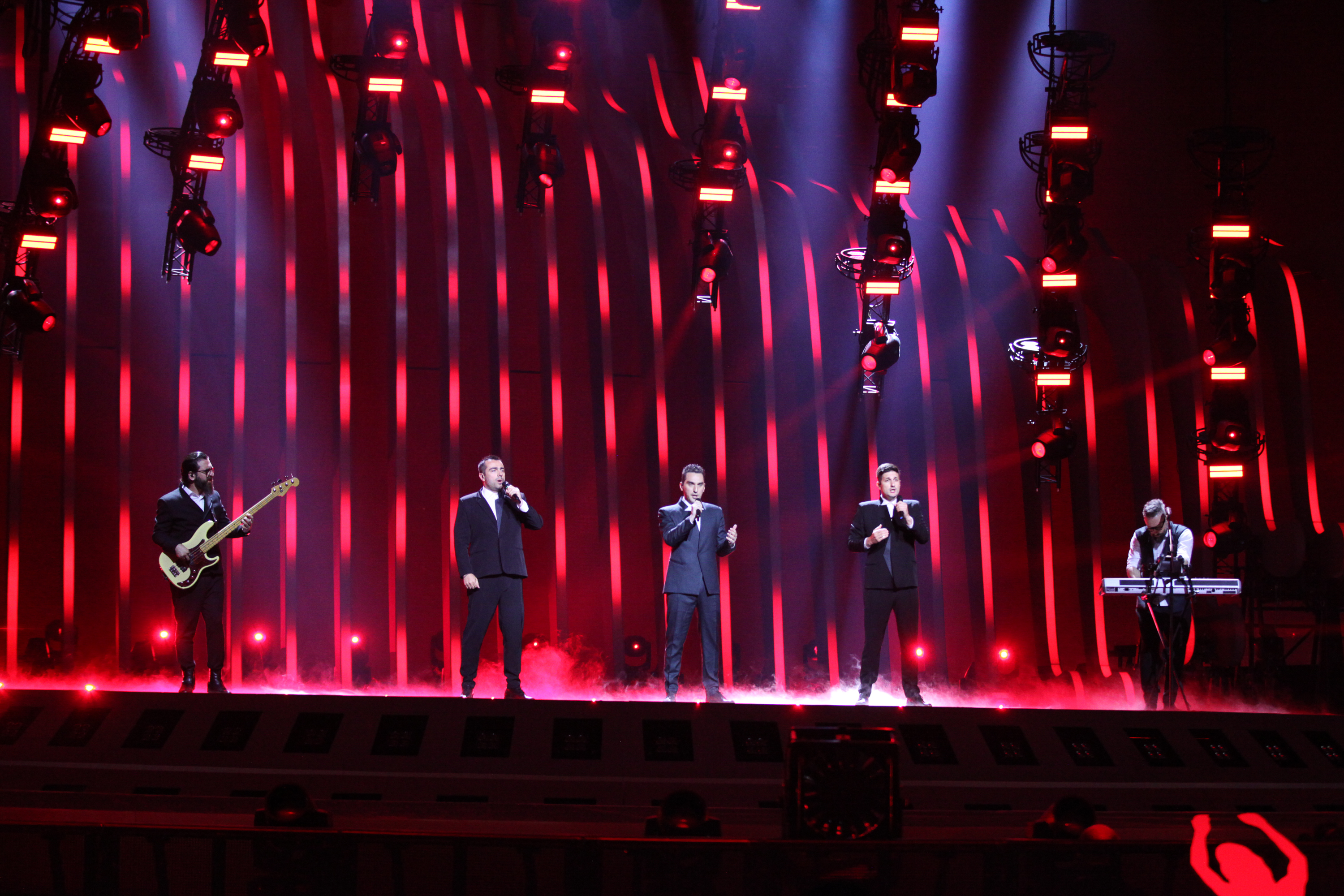
Ethno-Jazz Band Iriao Lisszabonban (2018)
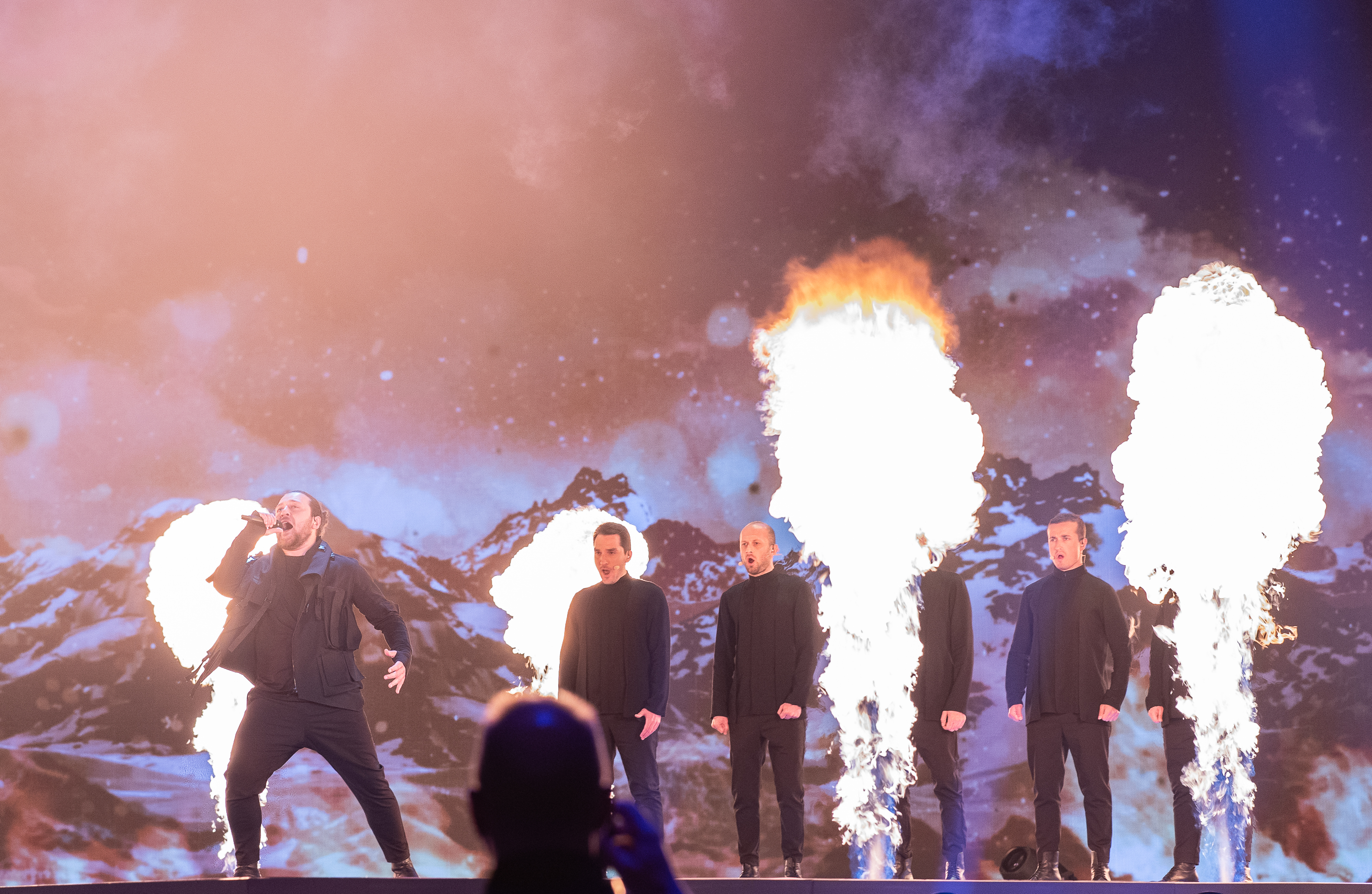
Oto Nemsadze Tel-Avivban (2019)
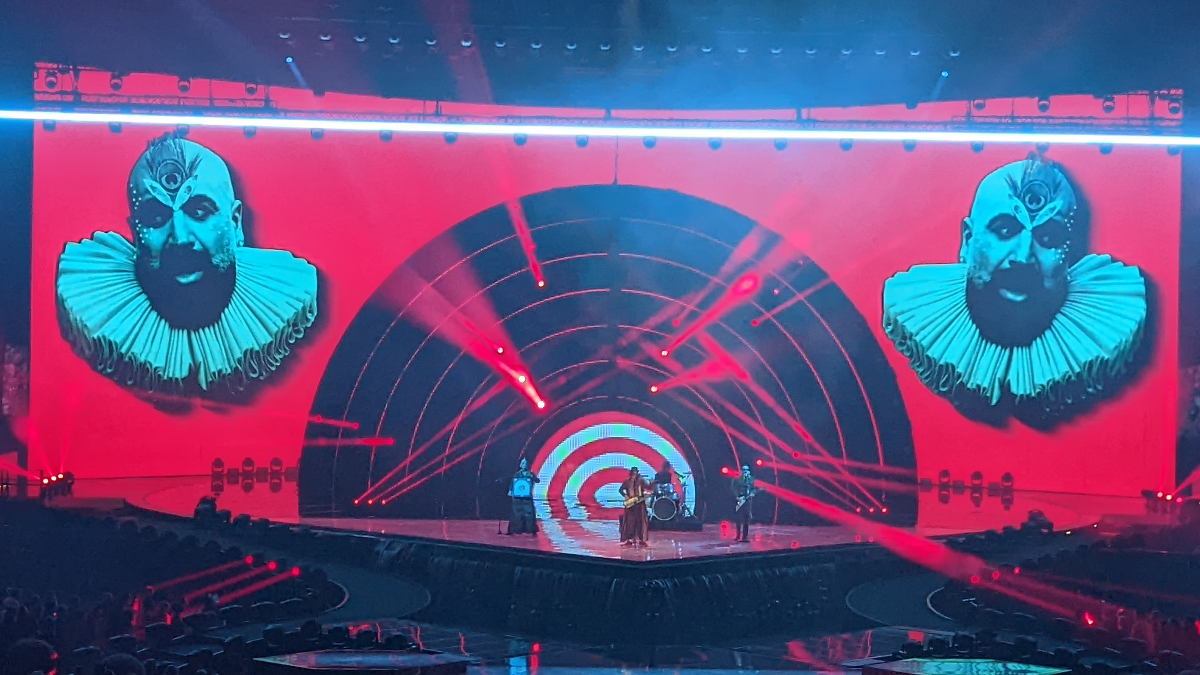
A Circus Mircus Torinóban (2022)
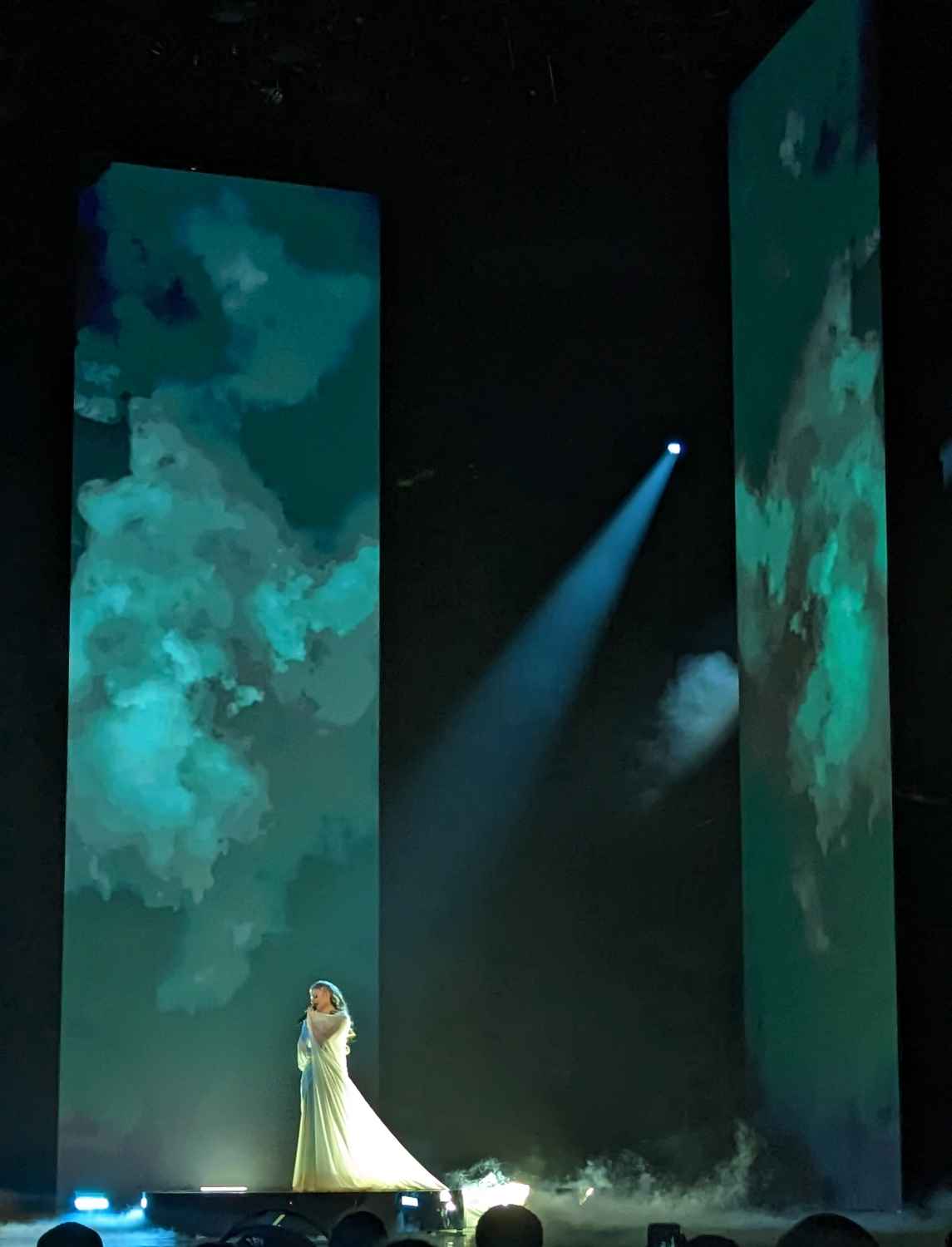
Iru Liverpoolban (2023)
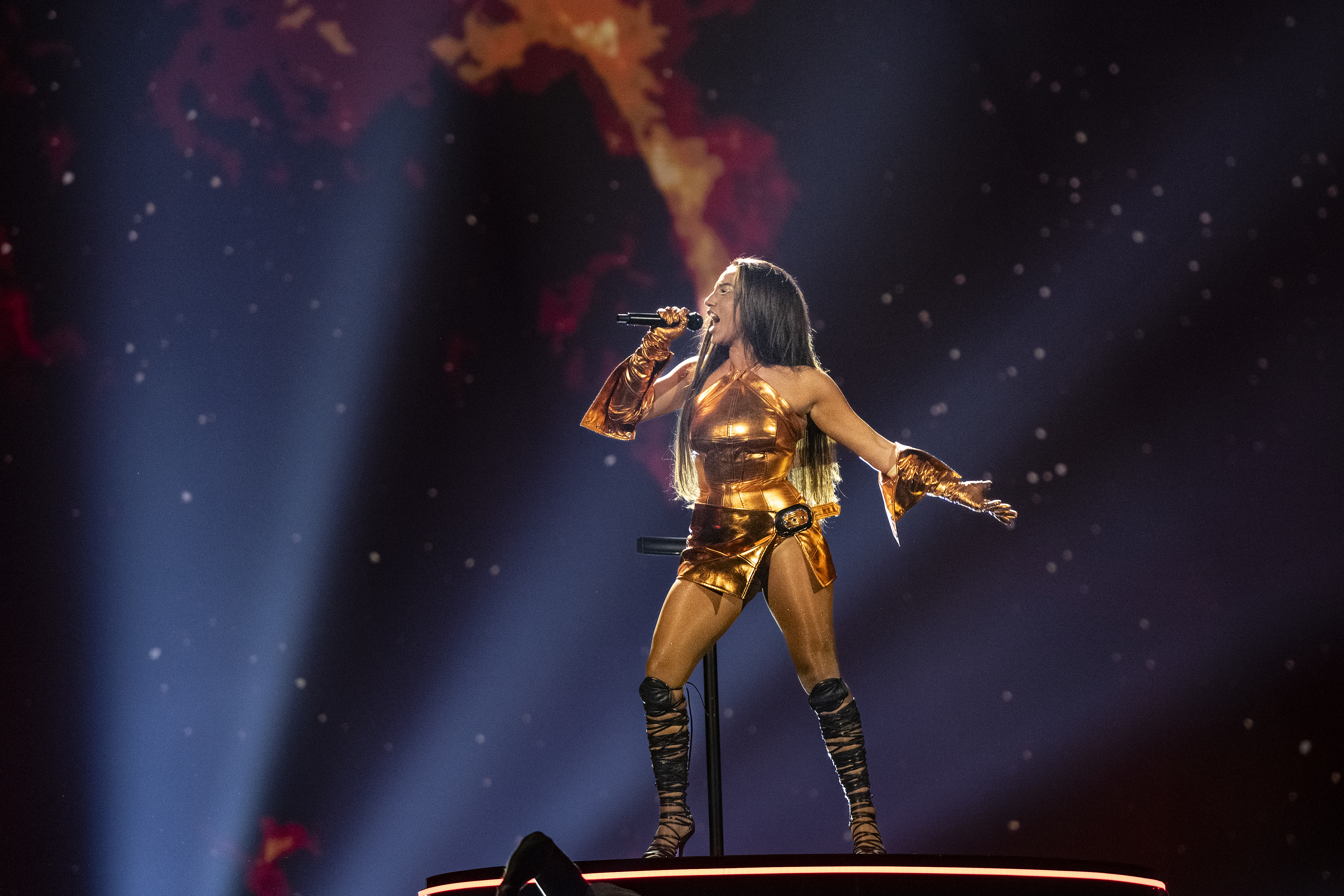
Nutsa Buzaladze Malmőben (2024)
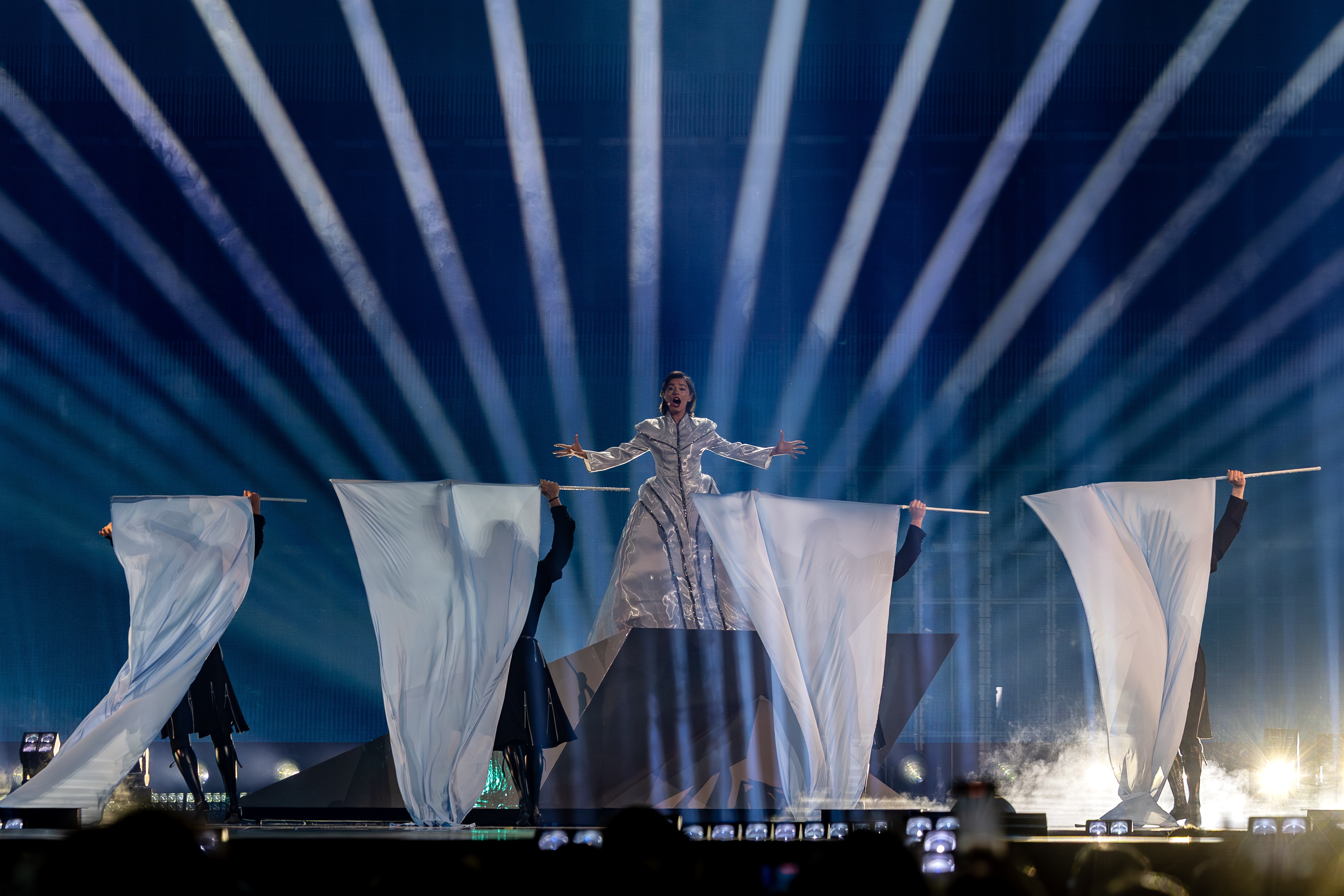
Mariam Shengelia Bázelben (2025)

## Lásd még
- Grúzia a Junior Eurovíziós Dalfesztiválokon